# Lijst van voormalige gemeenten in Newfoundland en Labrador
Dit is een lijst van voormalige gemeenten in Newfoundland en Labrador, de oostelijkste provincie van Canada.
Het betreft zowel gemeenten die opgeheven zijn in het kader van een gemeentelijke herindeling, als gemeenten die omgevormd zijn tot gemeentevrij gebied of ontvolkt werden in het kader van het provinciale hervestigingsbeleid. Vroegere namen van gemeenten die een naamsverandering ondergingen zijn niet in deze lijst opgenomen.
| Naam                                                 | Censusdivisie  | Oprichting | Opheffing  | Inwoneraantal | Nieuwe status                                                                                               |
| ---------------------------------------------------- | -------------- | ---------- | ---------- | ------------- | --- |
| Badger's Quay-Valleyfield-Pool's Island              | Divisie Nr. 7  | 1946       | 1992       | 1589 (1986)   | Deel van fusiegemeente Badger's Quay-Valleyfield-Pool's Island-Wesleyville-Newtown.                         |
| Bayview                                              | Divisie Nr. 8  | 1980       | 1991       | 603 (1986)    | Geannexeerd door Twillingate.                                                                               |
| Benton                                               | Divisie Nr. 6  | 1972       | 1982       | 279 (1976)    | Omgevormd tot een local service district.                                                                   |
| Bide Arm                                             | Divisie Nr. 9  | 1970       | 2009       | 192 (2006)    | Deel van fusiegemeente Roddickton-Bide Arm.                                                                 |
| Biscay Bay                                           | Divisie Nr. 1  | 1971       | 2004       | 55 (2001)     | Omgevormd tot een local service district.                                                                   |
| Catalina                                             | Divisie Nr. 7  | 1958       | 2005       | 995 (2001)    | Deel van fusiegemeente Trinity Bay North.                                                                   |
| Centreville                                          | Divisie Nr. 7  | 1965       | 1992       | 589 (1986)    | Deel van fusiegemeente Centreville-Wareham-Trinity.                                                         |
| Coley's Point                                        | Divisie Nr. 1  | 1955       | 1964       | 628 (1961)    | Geannexeerd door Bay Roberts.                                                                               |
| Conne River                                          | Divisie Nr. 3  | 1972       | 1987       | 592 (1986)    | Omgevormd tot het indianenreservaat Samiajij Miawpukek.                                                     |
| Corner Brook East                                    | Divisie Nr. 5  | 1948       | 1956       | 3445 (1951)   | Deel van fusiestad Corner Brook.                                                                            |
| Corner Brook West                                    | Divisie Nr. 5  | 1942       | 1956       | 6831 (1951)   | Deel van fusiestad Corner Brook.                                                                            |
| Curling                                              | Divisie Nr. 5  | 1947       | 1956       | 3559 (1951)   | Deel van fusiestad Corner Brook.                                                                            |
| Daniel's Point                                       | Divisie Nr. 1  | 1960       | 1967       | 181 (1966)    | Deel van fusiegemeente Trepassey.                                                                           |
| Dark Cove                                            | Divisie Nr. 7  | 1962       | 1965       | 955 (1961)    | Deel van nieuwe gemeente Dark Cove-Middle Brook.                                                            |
| Davis Inlet                                          | Divisie Nr. 10 | 1969       | 2002       | 386 (1996)    | Nederzetting hervestigd.                                                                                    |
| Duntara                                              | Divisie Nr. 7  | 1961       | 2017       | 30 (2016)     | Omgevormd tot gemeentevrij gebied.                                                                          |
| Dunville                                             | Divisie Nr. 1  | 1963       | 1994       | 1833 (1986)   | Deel van fusiegemeente Placentia.                                                                           |
| Durrell                                              | Divisie Nr. 8  | 1971       | 1991       | 1060 (1986)   | Geannexeerd door Twillingate.                                                                               |
| Fogo                                                 | Divisie Nr. 8  | 1948       | 2011       | 658 (2011)    | Deel van fusiegemeente Fogo Island.                                                                         |
| Freshwater                                           | Divisie Nr. 1  | 1950       | 1994       | 1219 (1986)   | Deel van fusiegemeente Placentia.                                                                           |
| Goulds                                               | Divisie Nr. 1  | 1971       | 1992       | 4688 (1986)   | Geannexeerd door de stad St. John's.                                                                        |
| Great Harbour Deep                                   | Divisie Nr. 9  | 1971       | 2003       | 136 (2001)    | Nederzetting hervestigd.                                                                                    |
| Harbour Grace South                                  | Divisie Nr. 1  | 1978       | 1994       | 367 (1986)    | Geannexeerd door de gemeente Harbour Grace.                                                                 |
| Harbour Main                                         | Divisie Nr. 1  | 1965       | 1977       | 1313 (1976)   | Deel van nieuwe gemeente Harbour Main-Chapel's Cove-Lakeview.                                               |
| Hodge's Cove                                         | Divisie Nr. 7  | 1971       | 1981       | 426 (1976)    | Omgevormd tot een local service district.                                                                   |
| Hogan's Pond                                         | Divisie Nr. 1  | 1971       | 1991       | 139 (1986)    | Deel van fusiegemeente Portugal Cove-St. Philip's.                                                          |
| Jacques Fontaine                                     | Divisie Nr. 2  | 1975       | 1994       | 210 (1986)    | Deel van fusiegemeente St. Bernard's-Jacques Fontaine.                                                      |
| Jerseyside                                           | Divisie Nr. 1  | 1950       | 1994       | 764 (1986)    | Deel van fusiegemeente Placentia.                                                                           |
| Joe Batt's Arm-Barr'd Islands-Shoal Bay              | Divisie Nr. 8  | 1972       | 2011       | 685 (2011)    | Deel van fusiegemeente Fogo Island.                                                                         |
| Lawrence Pond                                        | Divisie Nr. 1  | 1970       | 1986       | 46 (1981)     | Geannexeerd door Conception Bay South.                                                                      |
| Little Catalina                                      | Divisie Nr. 7  | 1965       | 2010       | 458 (2006)    | Deel van fusiegemeente Trinity Bay North.                                                                   |
| Melrose                                              | Divisie Nr. 7  | 1968       | 2005       | 316 (2001)    | Deel van fusiegemeente Trinity Bay North.                                                                   |
| Merasheen                                            | Divisie Nr. 2  | 1962       | 1969 (ca.) | 271 (1966)    | Nederzetting hervestigd.                                                                                    |
| Mouse Island                                         | Divisie Nr. 3  | 1959       | 1964       | 507 (1961)    | Geannexeerd door Channel-Port aux Basques.                                                                  |
| Newtown                                              | Divisie Nr. 7  | 1954       | 1992       | 529 (1986)    | Deel van fusiegemeente Badger's Quay-Valleyfield-Pool's Island-Wesleyville-Newtown.                         |
| Plate Cove East                                      | Divisie Nr. 7  | 1960       | 2004       | 120 (2001)    | Omgevormd tot gemeentevrij gebied.                                                                          |
| Plate Cove West                                      | Divisie Nr. 7  | 1966       | 2004       | 183 (2001)    | Omgevormd tot gemeentevrij gebied.                                                                          |
| Port au Bras                                         | Divisie Nr. 2  | 1971       | 2001       | 268 (1996)    | Geannexeerd door Burin.                                                                                     |
| Port Elizabeth                                       | Divisie Nr. 2  | 1962       | 1969 (ca.) | 380 (1961)    | Nederzetting hervestigd.                                                                                    |
| Port Union                                           | Divisie Nr. 7  | 1961       | 2005       | 486 (2001)    | Deel van fusiegemeente Trinity Bay North.                                                                   |
| Portugal Cove                                        | Divisie Nr. 1  | 1977       | 1991       | 2497 (1986)   | Deel van fusiegemeente Portugal Cove-St. Philip's.                                                          |
| Roddickton                                           | Divisie Nr. 9  | 1953       | 2009       | 911 (2006)    | Deel van fusiegemeente Roddickton-Bide Arm.                                                                 |
| St. Bernard's                                        | Divisie Nr. 2  | 1967       | 1994       | 689 (1986)    | Deel van fusiegemeente St. Bernard's-Jacques Fontaine.                                                      |
| St. John's Metropolitan Area Board                   | Divisie Nr. 1  | 1963       | 1992       | 6254 (1986)   | Geannexeerd door de stad St. John's (deels) en de gemeente Paradise (deels).                                |
| St Joseph's                                          | Divisie Nr. 2  | 1970       | ?          | 293 (1966)    | Nederzetting hervestigd.                                                                                    |
| St. Philip's                                         | Divisie Nr. 1  | 1977       | 1991       | 1604 (1986)   | Deel van fusiegemeente Portugal Cove-St. Philip's.                                                          |
| St. Thomas                                           | Divisie Nr. 1  | 1977       | 1992       | 763 (1991)    | Geannexeerd door Paradise.                                                                                  |
| Sandy Cove                                           | Divisie Nr. 9  | 1966       | 1980 (ca.) | 281 (1976)    | Omgevormd tot gemeentevrij gebied.                                                                          |
| Seldom-Little Seldom                                 | Divisie Nr. 8  | 1972       | 2011       | 427 (2011)    | Deel van fusiegemeente Fogo Island.                                                                         |
| Shoal Harbour                                        | Divisie Nr. 7  | 1972       | 1994       | 1049 (1986)   | Deel van fusiegemeente Clarenville-Shoal Harbour.                                                           |
| Small Point-Kingston-Broad Cove-Blackhead-Adams Cove | Divisie Nr. 1  | 1972       | 1977       | 684 (1976)    | Door afscheuring van Kingston verdergegaan als nieuwe gemeente Small Point-Broad Cove-Blackhead-Adams Cove. |
| South Brook                                          | Divisie Nr. 5  | 1965       | 1985       | 477 (1981)    | Geannexeerd door Pasadena.                                                                                  |
| Springdale-South Brook                               | Divisie Nr. 8  | 1945       | 1961       | 2795 (1961)   | Opgesplitst in Springdale (gemeente) en South Brook (gemeentevrij).                                         |
| Tilting                                              | Divisie Nr. 8  | 1975       | 2011       | 204 (2011)    | Deel van fusiegemeente Fogo Island.                                                                         |
| Tilton                                               | Divisie Nr. 1  | 1972       | 1991       | 566 (1986)    | Geannexeerd door gemeente Spaniard's Bay.                                                                   |
| Trinity                                              | Divisie Nr. 7  | 1970       | 1992       | 419 (1986)    | Deel van fusiegemeente Centreville-Wareham-Trinity.                                                         |
| Wareham                                              | Divisie Nr. 7  | 1969       | 1992       | 438 (1986)    | Deel van fusiegemeente Centreville-Wareham-Trinity.                                                         |
| Wedgewood Park                                       | Divisie Nr. 1  | 1967       | 1992       | 1385 (1986)   | Geannexeerd door de stad St. John's.                                                                        |
| Wesleyville                                          | Divisie Nr. 7  | 1945       | 1992       | 1208 (1986)   | Deel van fusiegemeente Badger's Quay-Valleyfield-Pool's Island-Wesleyville-Newtown.                         |
| Woods Island                                         | Divisie Nr. 5  | 1953       | 1990 (ca.) | 3 (1986)      | Nederzetting hervestigd                                                                                     |